# Enciclopedia médica

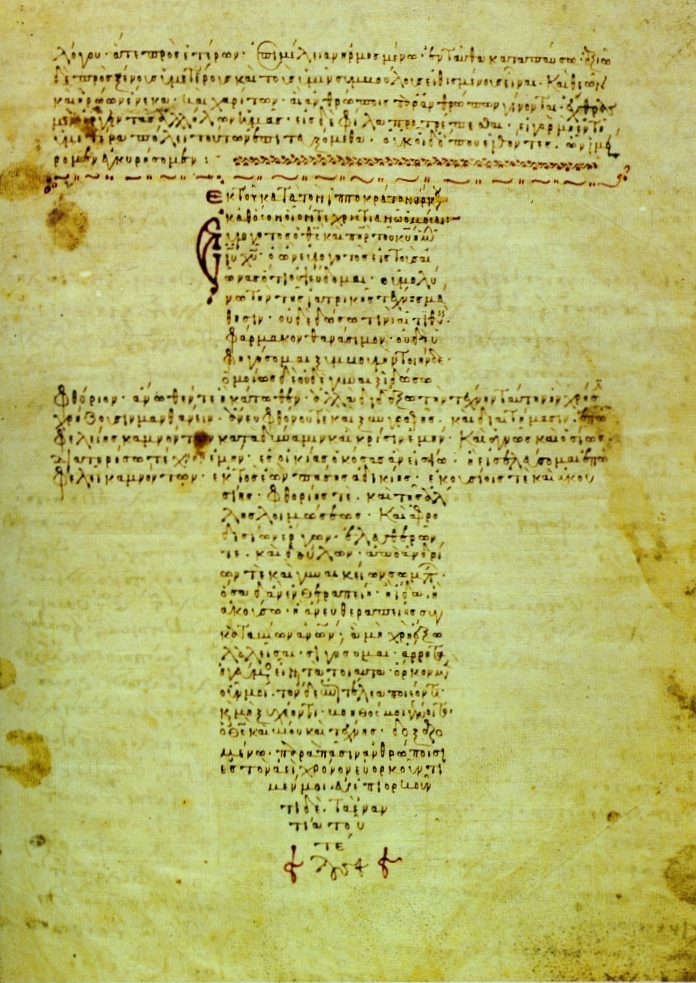
El Juramento Hipocrático es el juramento que los médicos realizan antes de comenzar su profesión. Lleva el nombre de Hipócrates, que lo escribió en el año 430 a. C.

Una enciclopedia médica es una obra en la que se desarrollan artículos acerca de enfermedades, exámenes (exploración física y análisis clínico), síntomas, lesiones y procedimientos quirúrgicos. También puede contener una biblioteca extensa de fotografías médicas e ilustraciones. La enciclopedia médica puede ayudar a las personas a encontrar las respuestas que buscan en temas de salud, es una obra de referencia que contiene información sobre todas las ramas del conocimiento de la medicina, desarrolla los temas con más detalle que un diccionario. 
Debe consultarse a un médico con licencia para el diagnóstico y tratamiento de todas y cada una de las condiciones médicas.

## Enciclopedia médica MedlinePlus
MedlinePlus es un sitio web gratuito que brinda información de salud para pacientes, familias y proveedores de salud. MedlinePlus en español brinda información de calidad de la Biblioteca Nacional de Medicina de los Estados Unidos, los Institutos Nacionales de la Salud (NIH), otras organizaciones gubernamentales y organizaciones de salud.
| A | B | C | D | E | F | G | H | I | J | K | L | M | N | O | P |
| - | - | - | - | - | - | - | - | - | - | - | - | - | - | - | - |

| Q | R | S | T | U | V | W | X | Y | Z | 0-9 |
| - | - | - | - | - | - | - | - | - | - | --- |

## Centros para el Control y la Prevención de Enfermedades
Los Centros para el Control y la Prevención de Enfermedades (CCPEEU) (en inglés Centers for Disease Control and Prevention, CDC) son una agencia del Departamento de Salud y Servicios Humanos de los Estados Unidos cuya responsabilidad a nivel nacional radica en el desarrollo y la aplicación de la prevención y control de enfermedades, salud ambiental y la realización de actividades de educación y promoción de la salud. Tienen su sede en Atlanta, Georgia, y su director es el doctor Richard Besser, quien funge también como administrador de la Agencia de Sustancias Tóxicas y el Registro de Enfermedades (ATSDR).
| A | B | C | D | E | F | G | H | I | J | K | L | M | N | O | P |
| - | - | - | - | - | - | - | - | - | - | - | - | - | - | - | - |

| Q | R | S | T | U | V | W | X | Y | Z |
| - | - | - | - | - | - | - | - | - | - |

## Véase también

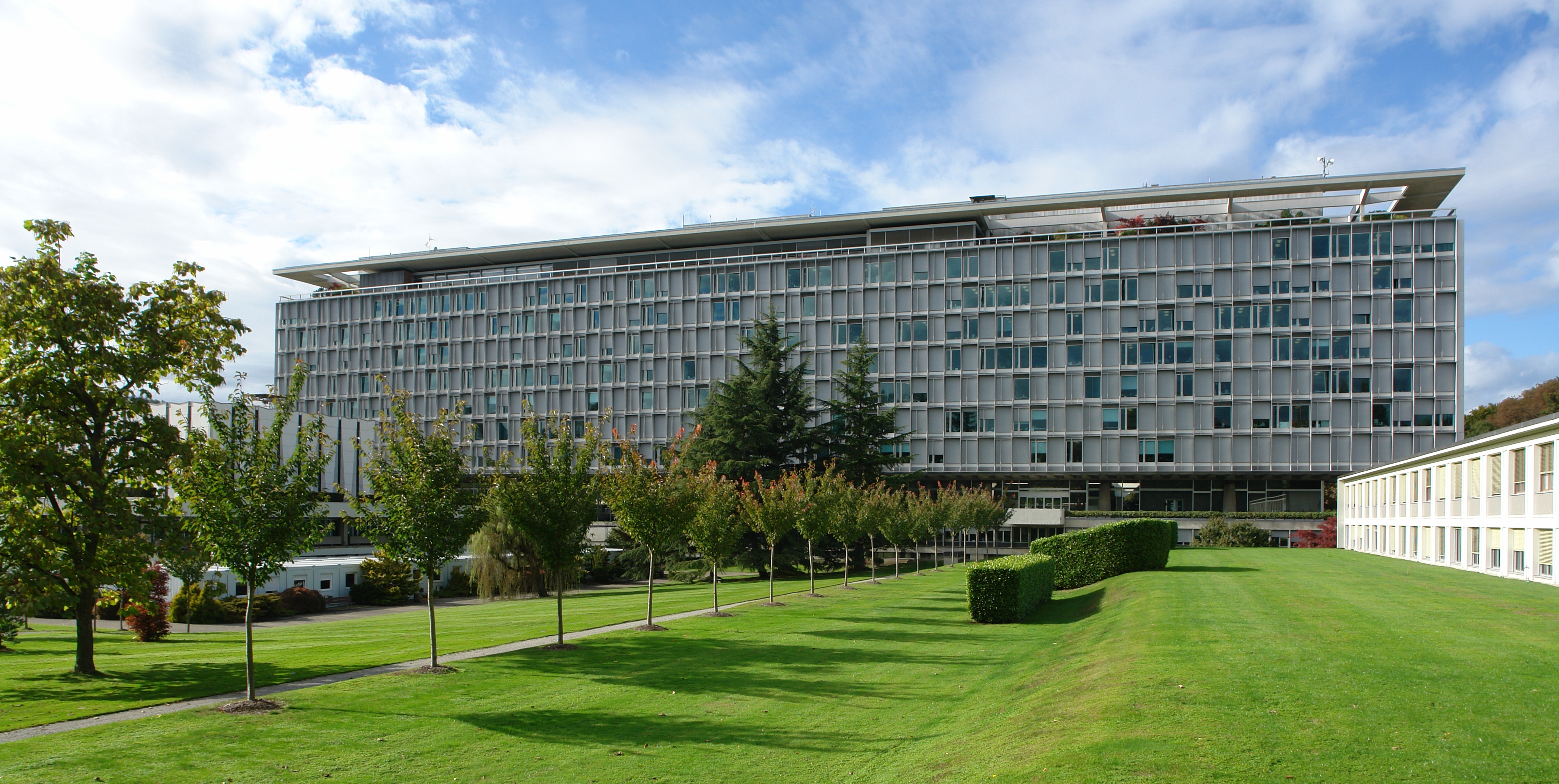
Edificio sede de la Organización Mundial de la Salud (OMS), Ginebra.